# Wolfram Ervin
Wolfram Ervin (Budapest, 1923. november 27. – Budapest, 1985. április 17.) magyar vegyész, egyetemi tanár, az MTA levelező tagja (1982).

## Életpályája
Gimnáziumi tanulmányait 1941 és 1944 között Budapesten végezte a Kemény Zsigmond Gimnáziumban. 1947-ben szerzett a budapesti egyetemen vegyészi oklevelet. Ezután 1947 és 1949 között a Pázmány Péter Tudományegyetem kolloidkémiai és -technológiai tanszéken dolgozott Buzágh Aladár akadémikus mellett gyakornokként. 
Az egyetem tanársegéde (1949–1952), adjunktusa (1952–1962), tanszékvezető egyetemi docense (1962–1967), majd tanszékvezető egyetemi tanára (1967–1985), végül  az egyetem rektorhelyettese volt (1983–1984). Az Általános Műszaki Főiskolán és a BME Vegyészmérnöki Karán (1949–1954), majd a KLTE TTK-n a kolloidkémia előadó tanára (1954–1955). A Bristoli Műszaki Egyetem Fizikai Kémiai Tanszéke vendégprofesszora (1977–1978), a Drezdai Műszaki Egyetem Kolloidkémiai Tanszék vendégdocense (1958–1962) és magántanára (1959–1962). Az MTA Kolloidkémiai Munkabizottsága alapító elnöke (1965–1985).

## Emlékezete
- Emlékbeszédet Dékány Imre tartott felette.[6]
- Sírja Budapesten a Farkasréti temetőben található. (4/A parcella, N/A 1. sor, 27. sír) [7]

## Fő kutatási területe
Különösen eredményes kutatásokat végzett az adhézió és nedvesedés elméleti és gyakorlati kérdéseinek, valamint a folyadékhidak jelenségeinek és törvényszerűségeinek vizsgálata terén. 

## Tudományos fokozatai
- Kandidátus (1958)
- A kémiai tudományok doktora (1966)
- MTA levelező tagja (1982)

1949-ben szerzett doktorátust a liofil gélek peptizációjának kinetikai vizsgálata témakörében elért eredményeiért. Fontos szerepet vállalt a debreceni egyetem kolloidkémiai oktatásának megszervezésében (1954). A kandidátusi értekezését 1958-ban védte meg, ebben a hidrogén-peroxid diszperz rendszerekben való lebomlásával foglalkozott.

## Díjai, elismerései
- Buzágh Aladár Díj (1979)
- Wolfgang-Ostwald-díj (Deutsche Kolloidgesellschaft, 1981)

## Főbb művei
- 1961/62-ben a Verlag Technik Berlinben adta ki az „Einführung in die Kolloidik” című könyvét.
- Nedvesedés és folyadék adhézió (Bp., 1983).